# Curiatius Maternus
Curiatius Maternus (1. század) római költő, szónok
Rómában élt és alkotott. Tacitus mint a költészet dicsőítőjét említi meg egyik munkájában. Már Nero alatt írt tragédiákat („Médea”), Vespasianus alatt írta a „Thüesztész”-t és a praetextákat (Domitius Marsus, Idősebb Cato). Cassius Dio állítása, miszerint Domitianus ölette meg, feltehetően téves. Munkái elvesztek.